# Pfarrhof Straßgang

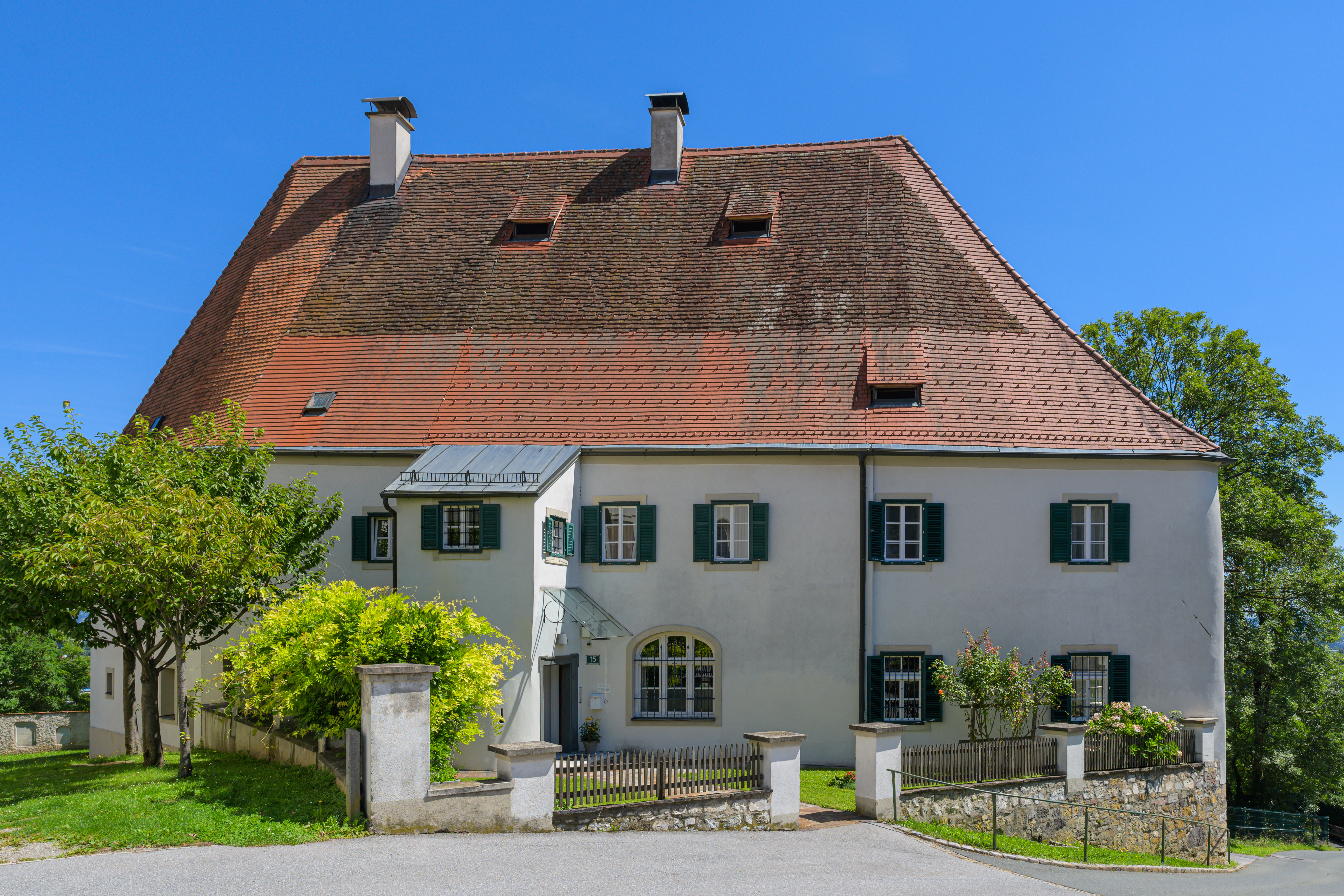
Pfarrhof von der Florianibergstraße

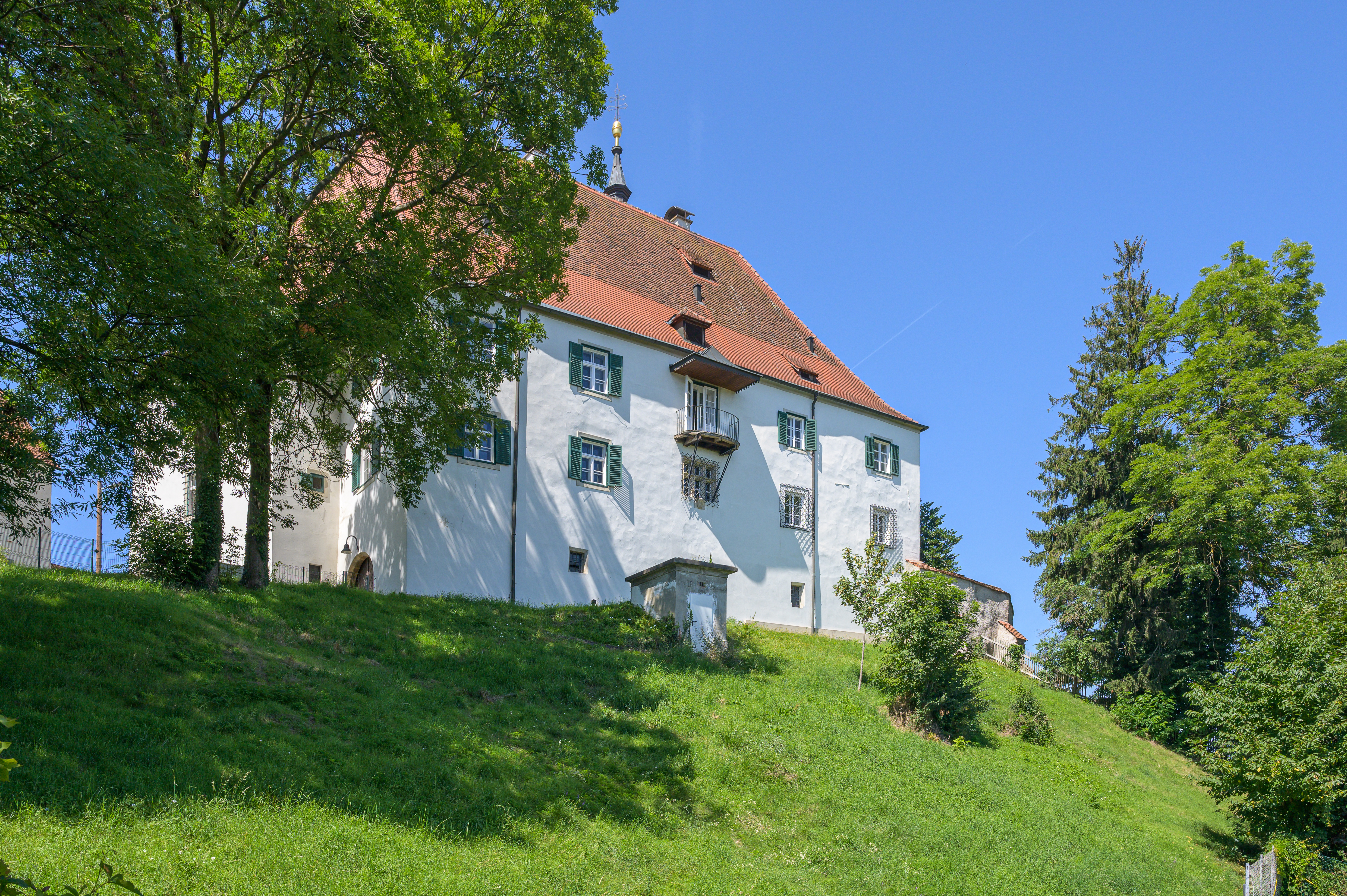
Pfarrhof von der Kirchenstiege

Der Pfarrhof von Straßgang befindet sich im 16. Grazer Stadtbezirk, südöstlich der Kirche Maria im Elend zu Straßgang in der Florianibergstrasse 15. Seine Geschichte geht bis auf das 15. Jahrhundert zurück.

## Geschichte
Das Gebäude wurde im 15. Jahrhundert errichtet.

## Beschreibung
Das im 15. Jahrhundert erbaute (spätgotische) Gebäude hat ein steiles Walmdach überdacht. Im Westen befindet sich ein turmartiger Vorbau mit Schlüsselloch-Schießscharten. Die Fenster an der östlichen Seite haben spätgotische Fenstergewände aus Stein. Unter einem dreiteiligen Stabwerkfenster befindet sich ein Wappenrelief, das einen einköpfigen Reichsadler zeigt. Aus dem Ende des 15. Jahrhunderts stammt das abgefaste, spätgotische Rundbogenportal aus Stein an der Südseite. Die schmiedeeisernen Fenstergitter stammen aus der zweiten Hälfte des 16. Jahrhunderts.
Das verstäbte, steinerne Schulterbogenportal an der Innenseite des Gebäudes stammt vom Ende des 15. oder Anfang des 16. Jahrhunderts, der beschlagene Türflügel aus dem dritten Viertel des 18. Jahrhunderts. Im Erdgeschoß findet man mehrere spätgotische Gratgewölbe mit Stichkappen aus der zweiten Hälfte des 15. Jahrhunderts. Die profilierte Holzbalkendecke in der südöstlichen Gebäudeecke wurde in der zweiten Hälfte des 16. Jahrhunderts gefertigt. Im Flur hängen zwei Ansichten der Kirche Maria Elend von Fortunat Marxer, vermutlich aus dem Jahr 1757. Ein unterteilter Stuckplafond im Obergeschoß stammt aus dem dritten Viertel des 17. Jahrhunderts. Zwei von Fortunat Marxer im Jahr 1757 als Ölbilder angefertigte Landkarten zeigen Straßgang sowie die Untersteiermark.